# Joeri de Groot
Joeri Jan de Groot (Spijkenisse, 29 de julio de 1977) es un deportista neerlandés que compitió en remo.
Ganó una medalla de plata en el Campeonato Mundial de Remo de 2003, en la prueba de cuatro sin timonel ligero. Participó en los Juegos Olímpicos de Atenas 2004, ocupando el cuarto lugar en la misma prueba.

## Palmarés internacional
| Campeonato Mundial | Campeonato Mundial | Campeonato Mundial | Campeonato Mundial        |
| Año                | Lugar              | Medalla            | Prueba                    |
| ------------------ | ------------------ | ------------------ | ------------------------- |
| 2003               | Milán (Italia)     | Medalla de plata   | Cuatro sin timonel ligero |